# Dulcești
Dulcești es una comuna ubicada en el distrito de Neamț, Rumania.

## Superficie
Posee una superficie de 52,80 kilómetros cuadrados.

## Demografía
Hasta 2021 la población era de 2096 habitantes, con una densidad de población de 39,70 habitantes por kilómetro cuadrado.